# 2019년 NBA 드래프트
2019년 NBA 드래프트(2019 NBA draft)가 2019년 6월 20일에 열렸다. 뉴욕 브루클린의 바클레이스 센터에서 열렸다. 전미 농구 협회(NBA) 팀은 미국 아마추어 대학 농구 선수와 해외 선수를 포함한 기타 적격 선수를 차례로 선발했다. 이는 ESPN을 통해 전국적으로 방영되었다. 스테이트팜은 8년 연속 NBA 드래프트의 후원사였다. 이 드래프트는 최악의 3개 팀이 각각 14%의 복권 당첨 확률을 갖는 새로운 가중치 복권 시스템을 특징으로 하는 최초의 드래프트였다. 이 팀은 뉴욕 닉스, 클리블랜드 캐벌리어스, 피닉스 선즈였다. 추첨은 NBA 플레이오프 기간인 5월 14일에 진행되었다. 올해 드래프트의 상위 4개 픽을 보유한 4개 팀 중 3개 팀이 6% 확률로 1픽을 획득한 뉴올리언스 펠리컨스를 포함하여 복권에서 최소 6개 순위에서 상승했다. 펠리컨스는 듀크의 포워드 자이언 윌리엄슨에게 해당 선택을 사용했다. 윌리엄슨 이후 그의 듀크 팀 동료 R.J. 베렛과 캠 레디시는 듀크의 빅 3의 일부로 상위 10위 안에 드래프트되었다. 이번 드래프트에는 1라운드에서 최초로 선발된 일본인 선수와 최초로 선발된 앙골라 선수가 포함되었다.